# Кубок Европы ФИБА (мужчины)
Кубок Европы ФИБА (англ. FIBA Europe Cup) — европейский баскетбольный турнир среди профессиональных мужских клубов из стран, являющихся членами ФИБА Европа. Клубы получают право на участие в турнире на основе их выступлений в национальных лигах и кубковых соревнованиях, однако это не единственный решающий фактор.

## История
30 июня 2015 года ФИБА объявила об учреждении нового турнира, чтобы конкурировать с Евролигой и Еврокубком. Новое соревнование пришло на смену Кубку вызова ФИБА. 

## Победители и призёры
| Сезон               | Место проведения финальных матчей                                                 | Финал                                                                             | Финал                                                                             | Финал                                                                             | Матч за 3-е место                                                                 | Матч за 3-е место                                                                 | Матч за 3-е место                                                                 |  |
| Сезон               | Место проведения финальных матчей                                                 | Золото                                                                            | Счёт                                                                              | Серебро                                                                           | Бронза                                                                            | Счёт                                                                              | 4-е место                                                                         |  |
| ------------------- | --------------------------------------------------------------------------------- | --------------------------------------------------------------------------------- | --------------------------------------------------------------------------------- | --------------------------------------------------------------------------------- | --------------------------------------------------------------------------------- | --------------------------------------------------------------------------------- | --------------------------------------------------------------------------------- |  |
| 2015/2016 Подробнее | Шалон-сюр-Сон                                                                     | Скайлайнерс                                                                       | 66:62                                                                             | Варезе                                                                            | Элан Шалон                                                                        | 103:72                                                                            | Енисей                                                                            |  |
| 2016/2017 Подробнее | Шалон-сюр-Сон Нантер                                                              | Нантер 92                                                                         | 58:58 82:79                                                                       | Элан Шалон                                                                        |                                                                                   | Не разыгрывался                                                                   |                                                                                   |  |
| 2017/2018 Подробнее | Авеллино Венеция                                                                  | Рейер Венеция                                                                     | 77:69 81:79                                                                       | Сидигас Авеллино                                                                  |                                                                                   | Не разыгрывался                                                                   |                                                                                   |  |
| 2018/2019 Подробнее | Сассари Вюрцбург                                                                  | Динамо (Сассари)                                                                  | 89:84 81:79                                                                       | С.Оливер                                                                          |                                                                                   | Не разыгрывался                                                                   |                                                                                   |  |
| 2019/2020 Подробнее | Сезон досрочно завершён в связи с пандемией коронавируса без определения призёров | Сезон досрочно завершён в связи с пандемией коронавируса без определения призёров | Сезон досрочно завершён в связи с пандемией коронавируса без определения призёров | Сезон досрочно завершён в связи с пандемией коронавируса без определения призёров | Сезон досрочно завершён в связи с пандемией коронавируса без определения призёров | Сезон досрочно завершён в связи с пандемией коронавируса без определения призёров | Сезон досрочно завершён в связи с пандемией коронавируса без определения призёров |  |
| 2020/2021 Подробнее | Тель-Авив                                                                         | Ирони (Нес-Циона)                                                                 | 82:74                                                                             | Сталь                                                                             | Орадя                                                                             | 85:76                                                                             | Парма                                                                             |  |
| 2021/2022 Подробнее | Реджо-нель-Эмилия Стамбул                                                         | Бахчешехир Колежи                                                                 | 72:69 90:74                                                                       | Реджана                                                                           |                                                                                   | Не разыгрывался                                                                   |                                                                                   |  |
| 2022/2023 Подробнее | Влоцлавек Шоле                                                                    | Анвил                                                                             | 81:77 80:78                                                                       | Шоле                                                                              |                                                                                   | Не разыгрывался                                                                   |                                                                                   |  |
| 2023/2024 Подробнее | Хемниц Стамбул                                                                    | Найнерс Хемниц                                                                    | 85:74 95:105                                                                      | Бахчешехир Колежи                                                                 |                                                                                   | Не разыгрывался                                                                   |                                                                                   |  |
| 2024/2025 Подробнее | Бильбао Салоники                                                                  | Бильбао                                                                           | 72:65 82:84                                                                       | ПАОК                                                                              |                                                                                   | Не разыгрывался                                                                   |                                                                                   |  |

## Медали (2015—2023)
| Место           | Страна          | Золото | Серебро | Бронза | Всего |
| --------------- | --------------- | ------ | ------- | ------ | ----- |
| 1               | Италия          | 2      | 3       | 1      | 6     |
| 2               | Франция         | 1      | 2       | 1      | 4     |
| 3               | Германия        | 1      | 1       | 1      | 3     |
| 4               | Польша          | 1      | 1       | 0      | 2     |
| 5               | Израиль         | 1      | 0       | 1      | 2     |
| 6               | Турция          | 1      | 0       | 0      | 1     |
| 7               | Дания           | 0      | 0       | 2      | 2     |
| 7               | Нидерланды      | 0      | 0       | 2      | 2     |
| 9               | Бельгия         | 0      | 0       | 1      | 1     |
| 9               | Румыния         | 0      | 0       | 1      | 1     |
| 9               | Финляндия       | 0      | 0       | 1      | 1     |
| 9               | Эстония         | 0      | 0       | 1      | 1     |
| Всего стран: 12 | Всего стран: 12 | 7      | 7       | 12     | 26    |

## Индивидуальные награды

### Самый ценный игрок финала
Самый ценный игрок финала — награда самому ценному игроку Кубка Европы ФИБА по итогам финальной серии.